# USS Admiralty Islands (CVE-99)
Авіаносець «Едмірелті Айлендс» (англ. USS Admiralty Islands (CVE-99)) — ескортний авіаносець США часів Другої світової війни, типу «Касабланка».

## Історія створення
Авіаносець «Едмірелті Айлендс» закладений 26 лютого 1944 року на верфі Kaiser Shipyards у Ванкувері під ім'ям Chaplin Bay. 24 квітня 1944 року перейменований на «Едмірелті Айлендс», на честь Островів Адміралтейства, де на початку 1944 року відбулась битва між США та Японією. Спущений на воду 10 травня 1944 року. Вступив у стрій 13 червня 1944 року.

## Історія служби
Після вступу в стрій авіаносець в червні-серпні 1945 року здійснював перевезення літаків для потреб тактичної групи TF-38.
Після закінчення бойових дій корабель перевозив американських солдатів та моряків на батьківщину (операція «Magic Carpet»).
24 квітня 1946 року авіаносець був виведений в резерв, 8 травня 1946 виключений зі списків флоту та проданий на злам у 1947 році.